# Сталенс, Лоренцо
Лоренцо Жюль Сталенс (нидерл. Lorenzo Jules Staelens; род. 30 апреля 1964, Лауве, Бельгия) — бельгийский футболист, известный по выступлениям за «Брюгге» и сборную Бельгии. Один из самых титулованных футболистов Бельгии, обладатель Золотой бутсы Бельгии. Участник трёх чемпионатов мира — 1990, 1994 и 1998 годов, а также чемпионата Европы 2000. Сейчас — тренер.

## Клубная карьера
Свою профессиональную карьеру Сталенс начал в клубе «Кортрейк». Он быстро выиграл конкуренцию за место в основе и после двух сезонов перебрался в более сильный «Брюгге». В новой команде Сталенс раскрыл свой футбольный талант, дорос до футболиста национальной команды, а также четыре раза стал чемпионом Бельгии. За девять лет, проведённых в «Брюгге», он сыграл в общей сложности 369 матчей и забил 105 мячей.
После чемпионата мира 1998 Лоренцо перешёл в стан принципиального соперника «Брюгге» «Андерлехта». В новом клубе он провёл два сезона, за которые в пятый раз выиграл Жюпиле Лигу и стал Футболистом года в Бельгии. В 2001 году завершил карьеру в японском «Оита Тринита».

## Международная карьера
В 1990 году Сталенс дебютировал за сборную Бельгии. В том же году он был включен в заявку национальной команды на участие в чемпионате мира в Италии. На турнире Лоренцо сыграл только в одном матче против сборной Испании. 18 ноября 1992 года в матче квалификационного раунда чемпионата мира 1994 против сборной Уэльса Лоренцо забил свой первый гол за сборную.
В 1994 году Сталенс во второй раз поехал на первенство мира, которое проходило в США. На этот раз он был уже твердым футболистом основы и сыграл во всех встречах соревнования против Марокко, Нидерландов, Саудовской Аравии и Германии.
В 1998 году Лоренцо в третий раз принял участие в чемпионате мира. На турнире он сыграл во всех трёх матчах против Нидерландов,
Мексики и Южной Кореи. В первом поединке против сборной Голландии Сталенс спровоцировал нападающего «оранжевых» Патрика Клюйвета, после чего последний был удален.
В 2000 году Лоренцо принял участие в домашнем чемпионате Европы. На турнире он сыграл в поединках против сборных Швеции, Турции и Италии.
Сразу после чемпионата Европы Сталенс завершил карьеру в сборной. За национальную команду он сыграл 70 матчей и забил 8 голов.

### Голы за сборную Бельгии
| #   | Дата            | Место                 | Противник  | Результат | Соревнование                          |
| --- | --------------- | --------------------- | ---------- | --------- | ------------------------------------- |
| 01. | 18 ноября 1992  | Брюссель, Бельгия     | Уэльс      | 2:0       | Чемпионат мира 1994 отборочный турнир |
| 02. | 29 марта 1997   | Кардифф, Уэльс        | Уэльс      | 1:2       | Чемпионат мира 1998 отборочный турнир |
| 03. | 7 июня 1997     | Брюссель, Бельгия     | Сан-Марино | 6:0       | Чемпионат мира 1998 отборочный турнир |
| 04. | 7 июня 1997     | Брюссель, Бельгия     | Сан-Марино | 6:0       | Чемпионат мира 1998 отборочный турнир |
| 05. | 6 сентября 1997 | Роттердам, Нидерланды | Нидерланды | 3:1       | Чемпионат мира 1998 отборочный турнир |
| 06. | 11 октября 1997 | Брюссель, Бельгия     | Уэльс      | 3:2       | Чемпионат мира 1998 отборочный турнир |
| 07. | 7 сентября 1999 | Льеж, Бельгия         | Англия     | 4:0       | Товарищеский матч                     |
| 08. | 3 июня 2000     | Копенгаген, Дания     | Дания      | 2:2       | Товарищеский матч                     |

## Достижения
Командные
 «Брюгге»
- Чемпионат Бельгии по футболу — 1989/90
- Чемпионат Бельгии по футболу — 1991/92
- Чемпионат Бельгии по футболу — 1995/96
- Чемпионат Бельгии по футболу — 1997/98
- Обладатель Кубка Бельгии — 1991
- Обладатель Кубка Бельгии — 1995
- Обладатель Кубка Бельгии — 1996
- Обладатель Суперкубка Бельгии — 1990
- Обладатель Суперкубка Бельгии — 1991
- Обладатель Суперкубка Бельгии — 1992
- Обладатель Суперкубка Бельгии — 1994
- Обладатель Суперкубка Бельгии — 1996
- Обладатель Суперкубка Бельгии — 1998

 «Андерлехт»
- Чемпионат Бельгии по футболу — 1999/2000
- Обладатель Суперкубка Бельгии — 2000

Индивидуальные
- Футболист года в Бельгии — 1999